# Clayface
Clayface is een naam gebruikt door verschillende superschurken uit de Batman-strips van DC Comics. De meeste van hen waren vormveranderaars met lichamen van modder. Behalve in strips komt Clayface ook voor in andere Batman-media, zoals de animatieseries.
Clayface vertoont gelijkenissen met de Sandman van Marvel Comics.

## Biografie

### Basil Karlo
De originele Clayface, Basil Karlo, verscheen voor het eerst in Detective Comics #40. Hij was een B-filmacteur die doordraaide toen hij hoorde dat een remake zou worden gemaakt van een klassieke horrorfilm waarin hij meedeed. Hij haalde het kostuum van het monster uit deze film weer tevoorschijn, en begon de castleden van de remake uit te moorden. Batman stopte hem uiteindelijk.
Veel later dook Karlo weer op in een gevangenisziekenhuis. Karlo nam de identiteit van Clayface weer aan en richtte de Mudpack op, een team van alle vier Clayfaces.
Tijdens de “No Man’s Land” verhaallijn nam Basil Karlo Poison Ivy gevangen. Ze werd bevrijd door Batman en bevocht persoonlijk Karlo, die hierbij om leek te komen. Toch dook hij weer opnieuw op als lid van de Secret Society of Super Villains. Tot op heden is hij nog niet definitief verslagen.

### Matt Hagen
De tweede Clayface, Matt Hagen, werd geïntroduceerd nadat Batman de originele Clayface voor het eerst had verslagen. Deze Clayface was een schattenjager die een mysterieuze radioactieve poel van protoplasma vond in een grot. Dit protoplasma veranderde hem in een kleiachtige vorm, die hij kon veranderen in vrijwel alles. Dit was slechts een tijdelijk effect, waardoor hij om zijn krachten te behouden regelmatig de poel moest opzoeken.
Hagen was gedurende 20 jaar Clayface. Hij kwam om het leven in het 12-delige verhaal Crisis on Infinite Earths. In de “Mud Pack” verhaallijn zochten de andere Clayfaces Hagens restanten op, en maakten hem ondanks dat hij dood was toch tot lid.

### Preston Payne
De derde Clayface, Preston Payne, was een wetenschapper die leed aan hyperpituitarisme. Hij werkte voor S.T.A.R. Labs om een genezing te vinden. Hij kreeg een monster van Matt Hagens bloed in handen, en isoleerde het enzym dat Hagen zijn krachten gaf. Dit enzym injecteerde hij bij zichzelf, waardoor hij zelf Clayface werd. Al snel traden er bijwerkingen op en begon Preston te smelten. Dit effect ging over op iedereen die hij aanraakte. Om zichzelf te redden maakte hij een exopak. Desondanks kon hij alleen overleven als hij zijn smeltproces overbracht op anderen. Dit dreef Preston tot waanzin.
Preston werd uiteindelijk opgesloten in een gesticht. Hij kreeg een medicijn tegen de pijn die het smeltproces bij hem veroorzaakt. Na de Mudpack verhaallijn, kreeg Preston samen met Sondra Fuller een zoon genaamd Cassius.

### Sondra Fuller
De vierde Clayface, Sondra Fuller, was een terrorist die technologie gebruikte om Clayface te worden. Ze stond ook bekend als Lady Clay. Ze is lid van de Strike Force Kobra.
Haar krachten zijn gelijk aan die van Matt Hagen, maar ze zijn in tegenstelling tot die van hem permanent. Tijdens de Mudpack verhaallijn werd ze verliefd op Preston, en kreeg met hem een kind genaamd Cassius.

### Cassius "Clay" Payne
Cassius is de zoon van Preston Payne en Sondra Fuller. Hij werd al op jonge leeftijd van zijn ouders gescheiden en in een overheidslaboratorium gestopt. Zijn krachten zijn onbekend. Wel is bekend dat als een deel van zijn lichaam van hem gescheiden wordt, dat lichaamsdeel een eigen wil ontwikkelt.

### Claything
De zesde Clayface, ook bekend als Claything, werd gemaakt uit een huidmonster van Cassius Payne dat zich vasthechtte aan de wetenschapper Dr. Malley. Hij kan dingen smelten door er enkel naar te kijken. Claything werd uiteindelijk vernietigd.

## Mud Pack
Mud Pack was een team bestaande uit Preston Payne, Basil Karlo, Sondra Fuller en de restanten van Matt Hagen. Dit team probeerde eveneens Batman te verslaan. Karlo kopieerde de krachten van de anderen en gaf die aan zichzelf om zo "Ultimate Clayface" te worden.

## Andere media

### Televisieseries
- Clayface doet mee in de animatieserie The New Adventures of Batman. De Clayface in deze serie is de Matt Hagen-versie.
- In Batman: The Animated Series draaien enkele afleveringen om een meer tragisch Clayface-personage. Deze Clayface vertoont kenmerken van meerdere Clayfaces uit de strips. Zijn naam is Matt Hagen en hij was voorheen acteur (zoals Karlo). Na een auto-ongeluk dat zijn gezicht misvormt gebruikt Hagen een zalf van Roland Daggett waarmee hij zijn gezicht vervormen kan. Bij een poging om meer te stelen van Daggett laten diens handlangers hem het goedje drinken, waardoor hij muteert. Deze Clayface duikt ook op in de gerelateerde series The New Batman Adventures en Justice League.
- In de animatieserie The Batman komen twee Clayfaces voor. De eerste is Ethan Bennett, een voormalig rechercheur uit Gotham City en Bruce Waynes beste vriend. Hij wordt door een uitvinding van de Joker per ongeluk in Clayface veranderd en wordt verscheurd door wraakzucht enerzijds en zijn oude vriendschappen anderzijds. De tweede is Basil Karlo, die Bennetts krachten kopieert om misdadiger te worden.
- Clayface komt voor in een aflevering van de televisieserie Birds of Prey.
- Clayface is een van de hoofdpersonages in het televisieprogramma Harley Quin uit 2019. Hierin werd hij ingesproken door Alan Tudyk.
- Clayface verschijnt in het televisieprogramma Creature Commandos binnen het DC Universe van James Gunn. Hierin wordt Clayface ingesproken door Alan Tudyk. Filmregisseur Mike Flanagan gaat een solo-film maken over het personage Clayface binnen dit DC Universum. Deze staat gepland uit te komen in 2026.[1]

### Films
- Clayface verschijnt in LEGO-vorm in The Lego Batman Movie als hulpmiddel van de Joker. Clayface's stem werd voor de film ingesproken door Kate Micucci. De Nederlandse stem werd gedaan door Tara Hetharia.

### Videospellen
- Clayface komt voor in het computerspel Batman: Arkham Asylum. Hij doet zich voor als andere personages om andere gevangenen vrij te krijgen. De stem van Clayface voor de Arkham spellen werd ingesproken door Rick D. Wasserman.
- Clayface komt ook voor in het computerspel Batman: Arkham City. Hier werkt hij samen met de Joker en vermomt zich als hem, om zo Batman in de val te lokken. Zijn identiteit hier is Basil Karlo. Hier wordt hij verslagen door de Batman, waarnaar in het vervolgspel blijkt dat Clayface niet meer in staat is zich te vermommen als andere voorwerpen of personen.